# Boleto al paraíso
Boleto al paraíso és una pel·lícula dramàtica cubana de 2010, inspirada en SIDA: Confesiones a un médico i dirigida per Gerardo Chijona.
Va ser nominada a la millor pel·lícula hispanoamericana als Premis Goya, on va arribar a ser finalista, però va perdre contra Un cuento chino.

## Trama
En un poble de l'interior de Cuba, el 1993, Eunice (16 anys) viu amb el seu pare Armando (45 anys). Des que la seva mare havia mort, Armando manté relacions sexuals amb la seva filla. Llavors, Eunice decideix fugir del seu pare i roba diners a una companya, però és descoberta per la mestra. Per això, no li queda una altra que tornar a la seva casa.
Mentrestant, en un poble pròxim, un grup de rockers, Alejandro (18 anys), Fito (17 anys) i Lídia (18 anys), roben una farmàcia, emportant-se gran quantitat de psicofàrmacs, amb la intenció de vendre'ls per a pagar un viatge a l'Havana per a un concert. Quan la policia comença a investigar el robatori, decideix que el grup portaria una vida millor a l'Havana, i es posen en marxa per a arribar a la capital cubana.
Aquesta mateixa nit, Armando arriba borratxo del treball i intenta violar novament a Eunice, per la qual cosa comencen a forcejar. En aquest moment, Eunice fereix al seu pare i aconsegueix escapar. Així arriba a Santa Clara, un poble pròxim, on es tira a dormir en una plaça.
Alejandro, Fito i Lídia arriben a la mateixa plaça, on es troben amb Eunice. Després d'un petit altercat amb el seu oncle, parla per primera vegada amb Eunice i li ofereix la companyia del grup, que ella accepta encantada. Durant el viatge, Eunice comença a sentir-se atreta per Alejandro, sentiment compartit per aquest. En un moment del viatge, uns lladres els roben les motxilles, i amb elles els psicofàrmacs. En això, la policia intervé, portant-los capturats, encara que són alliberats al poc temps.
Sense diners per a prosseguir el viatge, un xofer de taxi li canvia un viatge per una escena d'exhibicionisme i masturbació, a la qual el grup accepta. A l'arribada a la casa de la seva germana, Eunice descobreix que el seu pare aquesta esperant-la per a portar-la novament al poble. Eunice aprofita una discussió entre la seva germana i el seu pare per a escapar per a l'Havana, per a buscar al grup dels roquers. Després de diverses voltes, es retroba amb el grup en un concert de rock, i s'assabenta que el grup s'havia expandit amb l'ingrés de Yusmary (19 anys).
Per la ciutat corria el rumor que la policia perseguia als frikis perquè vagin a camps de treballs. En una batuda, el grup aconsegueix escapolir-se, amb molta sort. La inseguretat se sentia en l'ambient, per la qual cosa Alejandro i Fito decideixen posar en practica un pla d'ells. L'arribada al grup de Milena (17 anys) desperta la gelosia d'Eunice.
El pla consistia l'infectar-se del virus VIH, per a ser portats a un sanatori on se'ls donava menjar i els tenia refugiats i abrigats, cosa que necessitaven. Milena era portadora del virus, i vivia en un d'aquests sanatoris. Lidia, en assabentar-se del pla, l'accepta. Yusmany, en canvi, no ho accepta i es retira del grup. Eunice, decebuda i gelosa, marxa del grup. Aquesta mateixa nit, Milena es lliura en una orgia al grup, que buscaven contreure la malaltia.
Després dels exàmens mèdics, l'únic infectat és Alejandro, i Lidia i Fito es tornen al poble. Mentrestant, Alejandro és internat en el sanatori, on es troba que no és com ho pensava. Després d'intentar escapar, Rensoli (40 anys), el director de l'establiment, li mostra a Milena, que agonitzava a la sala de vigilància intensiva.
Mentrestant, Eunice l'espera i s'allotja a la casa de Yusmany, qui, al cap d'un temps, obliga a Eunice a pagar el sojorn de la seva casa, i, al no poder pagar-ho, l'obliga a treballar de prostituta. En una sortida, és detinguda per la policia, però aconsegueix escapar amb l'ajuda d'una altra prostituta.
Després, decideix anar al sanatori d'Alejandro. Va arribar just abans que aquest se suïcidés, per la qual cosa va desistir i van tenir per primera vegada relacions sexuals, i Eunice queda infectada pel virus. Als dos anys, Alejandro mor, i Eunice, embarassada, decideix tenir al seu fill, malgrat tot.

## Repartiment
- Eunice: Miriel Cejas
- Alejandro: Héctor Medina
- Lidia: Dunia Matos
- Yusmary: Saray Vargas
- Armando: Luis Alberto García
- Fito: Fabián Mora
- Taxista: Alberto Pujol
- Milena: Ariadna Muñoz
- Alicia: Blanca Rosa Blanco
- Rensoli: Jorge Perugorría

## Premis
- Premi a la Millor Pel·lícula al Festival de Màlaga (Territori llatinoamericà), Espanya, 2011.[5]
- Premi al Millor Actor (Héctor Medina) en el Festival Ibero-Americà de Cinema e Vídeo, Fortaleza, Ceará, el Brasil, 2011.
- Premi Estrella de l'Havana a la Millor Pel·lícula a l'Havana Film Festival Nova York, Estats Units, 2011.
- Premi del Públic al Festival Biarritz Amérique Latine, Cinémas & Cultures, França, 2011.[6]